# Asla Vazgeçmem
Asla Vazgeçmem (em Angola e Moçambique: Não Te Deixarei Ir; Portugalː Never Let Go) é uma telenovela turca, produzida Gold Film e transmitida pela Show TV entre 12 de fevereiro de 2015 a 6 de outubro de 2016, em 65 episódios. Escrita por Sırma Yanık e Melis Civelek, tem direção de Nihat Durak, Aysun Akyüz e Eda Teksöz com produção de Faruk Turgut. Em seu elenco conta com Tolgahan Sayışman, Amine Gülşe, Şafak Pekdemir, Ümit Yesin, Ayşegül Günay, Hülya Gülşen Irmak, Tugay Mercan e Taner Rumeli.
Foi exibido em Angola (às 18h) e Moçambique (às 19h) pela Zap Novelas, entre 19 de setembro de 2017 a 24 de abril de 2018, substituindo Amor Proibido e sendo substituída por Vidas Cruzadas. À data de 2025, está a ser exibida pelo canal português SIC Mulher, também disponível em Angola e Moçambique.

## Enredo
Yiğit Kozan, um importante homem de negócios do setor automotivo, jovem e rico, que apesar de não ter tido nada no passado, conseguiu tornar-se bem-sucedido à custa de seu próprio esforço. Aparentemente frio e intransponível, Yiğit não acredita no amor e está convencido de que nunca irá apaixonar-se por alguém. Apesar disso, ele aceita casar-se com İclal, apenas para manter a linhagem da família, e os dois acabam por ter um filho. A união do casal, entretanto, não faz de Yiğit um homem feliz e ao perceber que já não pode continuar assim, ele decide divorciar-se. İclal, que prefere a morte a dar o divórcio, em uma discussão com Yiğit ao volante, é vítima de um acidente que a deixa em estado vegetativo.
Por outro lado, Nur, é uma linda jovem que vive no sul da Turquia e deseja ir para Istambul em busca de um emprego e de uma nova vida. Ao chegar à cidade, descobre que sua tia trabalha como empregada em uma grande casa, cujo proprietário é Yiğit. Por pura coincidência, as vidas de Yiğit e Nur se cruzam-se e os dois apaixonam-se à primeira vista. No entanto, Yiğit não consegue confessar que ainda é casado e que sua esposa encontra-se em estado vegetativo há quase três anos. A situação complica-se ainda mais quando a esposa de Yiğit se recupera do coma e agora a vida deste homem encontra-se em meio a duas mulheres dispostas a lutar por seu amor.

## Elenco
- Tolgahan Sayışman como Yiğit Kozan
- Amine Gülşe como Nur Demira
- Şafak Pekdemir como İclal Kozan
- Ayşegül Günay como Aytül Demirer
- Poyraz Bayramoğlu como Mert Kozan
- Tugay Mercan como Cahit Kozan
- Yonca Cevher como Nazan Kozan
- Ümit Yesin como Tayyar Çelebi
- Hülya Gülşen Irmak como Hafize Çelebi
- Yağızkan Dikmen como Emin Çelebi
- Tuğçe Kumral como Elmas Çelebi
- Hakan Dinçkol como Fırat Kozan
- Eren Hacısalihoğlu como Sinan Demirer
- Ege Kökenli como Yaren Kozan
- Gözde Mutluer como Yağmur Kozan
- Sencan Güleryüz como Kerem Sancaktar
- Taner Rumeli como Fatih Selimer
- Zeynep Köse como Fikret Selimer

## Temporadas
| Temporada | Temporada | Episódios | Transmissão original    | Transmissão original |
| Temporada | Temporada | Episódios | Início                  | Final                |
| --------- | --------- | --------- | ----------------------- | -------------------- |
|           | 1         | 18        | 12 de fevereiro de 2015 | 11 de junho de 2015  |
|           | 2         | 38        | 1 de outubro de 2015    | 23 de junho de 2016  |
|           | 3         | 3         | 22 de setembro de 2016  | 6 de outubro de 2016 |

## Exibição internacional
| País       | Emissora       | Estreia                 | Horário |
| ---------- | -------------- | ----------------------- | ------- |
| Israel     | viva+          | 17 de agosto de 2016    | 20:10   |
| Polónia    | TVP2           | 26 de fevereiro de 2016 | 17:05   |
| Albânia    | 3 PLUS (Tring) | 7 de fevereiro de 2017  | 21:45   |
| Bulgária   | bTV            | 19 de setembro de 2017  | 20:00   |
| Eslovênia  | Planet TV      | 29 de junho de 2018     | 18:30   |
| Angola     | Zap Novelas    | 19 de setembro de 2017  | 18:00   |
| Moçambique | Zap Novelas    | 19 de setembro de 2017  | 19:00   |